# Comme des géants (maison d'édition)
 (octobre 2023).
La mise en forme du texte ne suit pas les recommandations de Wikipédia : il faut le « wikifier ».
Les points d'amélioration suivants sont les cas les plus fréquents :
- Les titres sont pré-formatés par le logiciel. Ils ne sont ni en capitales, ni en gras.
- Le texte ne doit pas être écrit en capitales (les noms de famille non plus), ni en gras, ni en italique, ni en « petit »…
- Le gras n'est utilisé que pour surligner le titre de l'article dans l'introduction, une seule fois.
- L'italique est rarement utilisé : mots en langue étrangère, titres d'œuvres, noms de bateaux, etc.
- Les citations ne sont pas en italique mais en corps de texte normal. Elles sont entourées par des guillemets français : « et ».
- Les listes à puces sont à éviter, des paragraphes rédigés étant largement préférés. Les tableaux sont à réserver à la présentation de données structurées (résultats, etc.).
- Les appels de note de bas de page (petits chiffres en exposant, introduits par l'outil «  Source ») sont à placer entre la fin de phrase et le point final[comme ça].
- Les liens internes (vers d'autres articles de Wikipédia) sont à choisir avec parcimonie. Créez des liens vers des articles approfondissant le sujet. Les termes génériques sans rapport avec le sujet sont à éviter, ainsi que les répétitions de liens vers un même terme.
- Les liens externes sont à placer uniquement dans une section « Liens externes », à la fin de l'article. Ces liens sont à choisir avec parcimonie suivant les règles définies. Si un lien sert de source à l'article, son insertion dans le texte est à faire par les notes de bas de page.
- La présentation des références doit suivre les conventions bibliographiques. Il est recommandé d'utiliser les modèles {{Ouvrage}}, {{Chapitre}}, {{Article}}, {{Lien web}} et/ou {{Bibliographie}}. Le mode d'édition visuel peut mettre en forme automatiquement les références.
- Insérer une infobox (cadre d'informations à droite) n'est pas obligatoire pour parachever la mise en page.

Pour une aide détaillée, merci de consulter Aide:Wikification.
Si vous pensez que ces points ont été résolus, vous pouvez retirer ce bandeau et améliorer la mise en forme d'un autre article.
Comme des géants est une maison d'édition québécoise fondée en 2014 par Nadine Robert et Mathieu Lavoie. Elle est connue pour ses albums jeunesse illustrés destinés aux 0 - 12 ans.

## Historique
Durant leurs années de travail au sein de la maison d'édition La courte échelle, Nadine Robert et Mathieu Lavoie partagent le même intérêt pour les albums illustrés. Expérimentés dans l’édition, ils quittent La courte échelle, qui connaît des difficultés financières pour fonder la maison d'édition Comme des géants.
Le désir des cofondateurs est de publier des livres jeunesse de qualité, au graphisme soigné et de limiter les tirages. L'album Le Vaillant petit gorille (2014), écrit par Nadine Robert et illustré par Gwendal Le Becest, est le premier titre publié. En 2019, Comme des géants remporte le prix de Bologne en tant que meilleure maison d'édition jeunesse.
Depuis la fondation de Comme des géants, Nadine Robert a décidé de fonder deux autres maisons d'édition. En janvier 2018, elle crée la maison d'édition Le lièvre de Mars, dans le but de rééditer des livres jeunesses parus il y a plus de 60 ans. L'année 2021, elle fonde la maison d'édition «Milky Way Picture Books», qui propose certains titres traduits (en) provenant de la maison d'édition «Comme des géants», mais également des titres exclusifs anglophones .

## Quelques titres
(octobre 2023).
- Nadine Robert, Le vaillant Petit Gorille, Montréal, Comme des géants, 2014  (ISBN 978-2-9243-3200-9)
- Marianne Dubuc, L'autobus, Montréal, Comme des géants, 2014  (ISBN 978-2-9243-3201-6)
- Nadine Robert, Gérard Dubois, Au-delà de la forêt, Montréal, Comme des géants, 2016  (ISBN 978-2-9243-3228-3)
- Marianne Dubuc, Je ne suis pas ta maman, Montréal, Comme des géants, 2016  (ISBN 978-2-9243-3229-0)
- Marianne Dubuc, Le chemin de la montagne, Montréal, Comme des géants, 2017  (ISBN 978-2-9243-3240-5)
- Tom Gauld, Le petit robot de bois et la princesse-bûchette, Montréal, Comme des géants, 2021  (ISBN 978-2-9243-3291-7)
- Nadine Robert, Trèfle, Montréal, Comme des géants, 2022  (ISBN 978-2-9243-3275-7)

### Prix littéraires

#### Prix TD de littérature pour l'enfance et la jeunesse
- 2015: Marianne Dubuc, L'autobus[7]
- 2018: Marianne Dubuc, Le chemin de la montagne [8]

#### Prix littéraire du Gouverneur Général - Catégorie littérature jeunesse — livre illustré
- 2018:Marianne Dubuc, Le chemin de la montagne[9]
- 2022: Nadine Robert, Trèfle[10]

#### Prix Harry Black de l'album jeunesse
- 2017: Nadine Robert, Gérard Dubois, Au-delà de la forêt[11]
- 2018: Marianne Dubuc, Le chemin de la montagne[11]

#### Prix des libraires du Québec jeunesse, catégorie 0-5 ans
- 2014: Marianne Dubuc, L'autobus[12]
- 2023: Nadine Robert, Trèfle[13]
- 2023: Tom Gauld, Le petit robot de bois et la princesse-bûchette[13]